# Татарська надбрамна вежа (Острог)
Татарська брама — пам'ятка оборонної архітектури в місті Острог на вулиці Татарській. Зведена поблизу Татарського передмістя, відігравала роль центральної ланки в оборонній системі міста.
Рідкісний зразок оборонної споруди — барбакана. Вважається однією з найвизначніших оборонних споруд України.
За автора проєкту прийнято вважати архітектора Якуба Мадлайна.

## Історія і архітектура

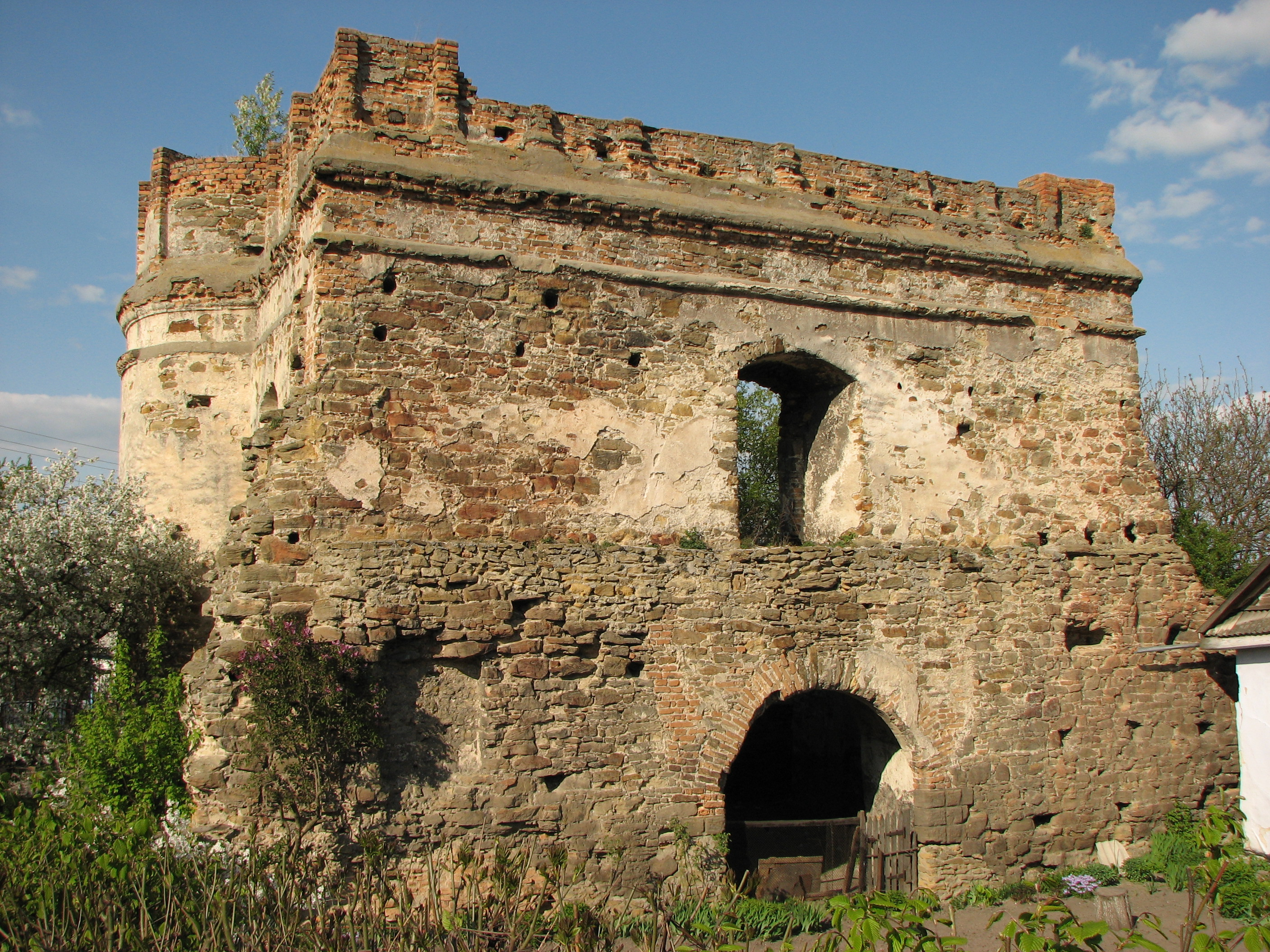
Татарська вежа

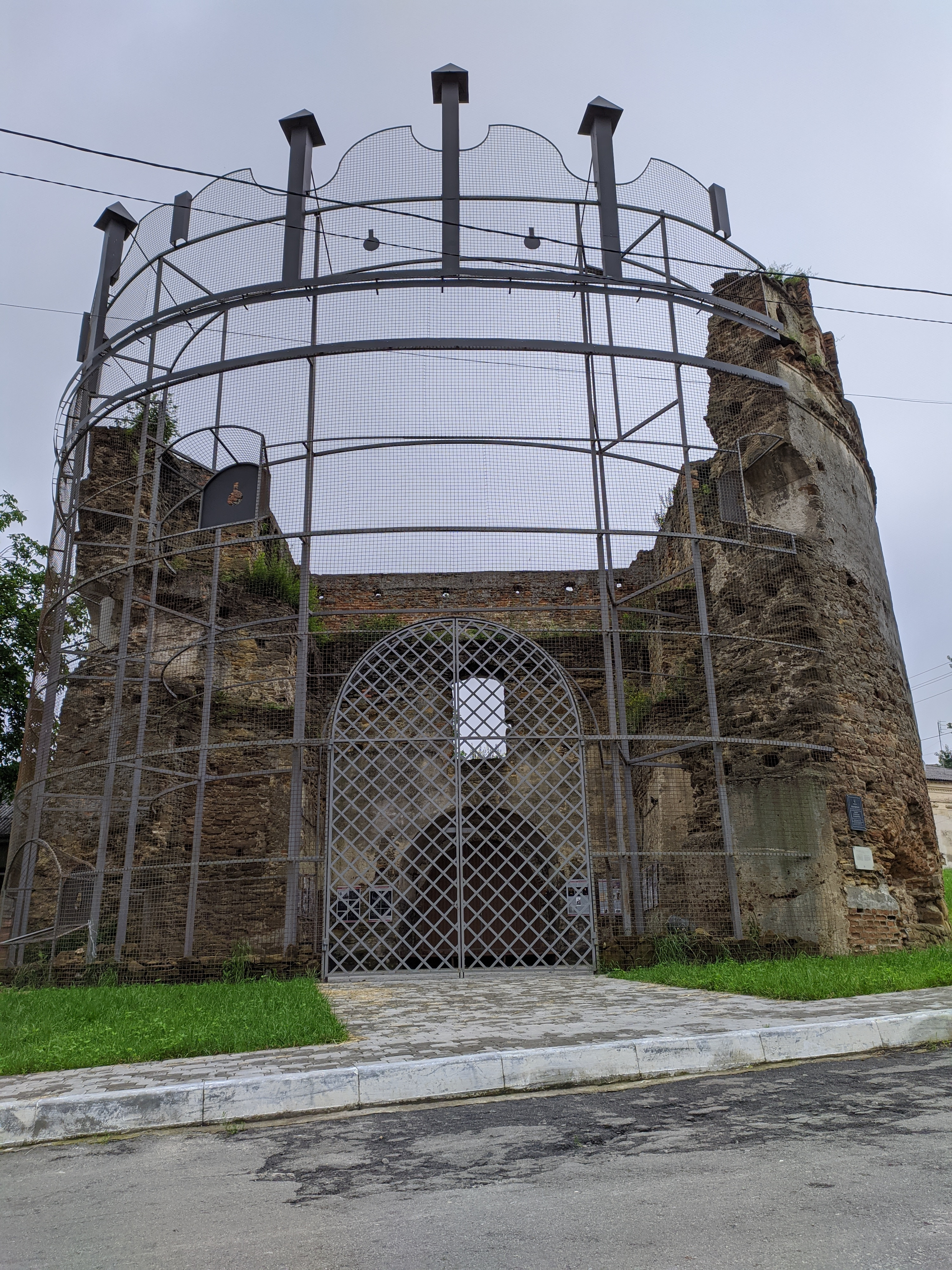
Татарська вежа

За переказами, назва брами пов'язана з розташованим поблизу Татарським передмістям. На якому князь Костянтин Острозький вдавнину осадив полонених кримських татар.
Брама складається з двох рівновисоких об'ємів. Об'єм основної, овальної у проєкції частини, винесений за межі оборонного муру міста, поєднується із яким прямокутним в проєкції перешийком. По периметру споруди розміщені стрільниці. Наприкінці XVI - на початку XVII століть над двоярусною спорудою добудований аттик з ключоподібними стрільницями. Нині значна частина овального об'єму брами і аттика втрачені.
Вимурувана з пісковика на вапняному розчині, кладка армована дерев'яними зв'язками. В першому ярусі знаходився наскрізний арочний проїзд. Мала обхідні дерев'яні галереї.
В 2018 р., завдяки перемозі в проєкті "Малі міста - великі враження", ініційованому Міністерством культури України, було проведено роботи щодо відновлення вигляду вежі. Зруйновану частину було реконструйовано за допомогою каркасу з сітки. Нова локація отримала назву "Культурний Барбакан".